# جوناثان روزنبرغ (رسام كارتون)
جوناثان روزنبرغ (بالإنجليزية: Jonathan Rosenberg)‏ هو رسام كارتون أمريكي، ولد في 27 نوفمبر 1973 في نيويورك في الولايات المتحدة.